# CUS Messina
Il CUS Messina è una associazione sportiva dilettantistica legata all'Università di Messina nata nel 1946. È affiliata al Centro Universitario Sportivo Italiano. Gli impianti del CUS sono stati usati per l'Universiade siciliana del 1997, per il campionato mondiale universitario di Baseball del 2002 e nel maggio 2012 hanno ospitato, per la prima volta a Messina la 66ª edizione dei Campionati Nazionali Universitari (CNU).
La Società è in liquidazione dal 2014. Nel 2022 la Società Sportiva Dilettantistica Unime s.r.l. prende il posto del Cus Unime nella gestione degli impianti e delle attività sportive.

## Baseball
- Presidente: Sergio Cama (commissario straordinario)
- Vice presidente: Sergio Melai (commissario straordinario)

Il CUS Messina conta su una squadra maschile iscritta al campionati della Federazione Italiana Baseball Softball, milita nel campionato di Serie A. Gioca tutte le sue partite in casa allo Stadio Primo Nebiolo costruito per i Mondiali di baseball 1998.

## Pallacanestro

### Storia
Nel 2007-2008 la formazione cestistica del Centro Sportivo partecipò alla Serie C regionale allenata da Sigillo, classificandosi al 12º posto. Con l'ex allenatore della Rescifina Tonino Interdonato in panchina, la squadra disputò ancora la massima serie regionale l'anno successivo e si salvò ancora. Nel 2009-2010, con il confermato Interdonato, disputò ancora il girone siciliano orientale di C2 e chiuse al 10º posto.
La società rinunciò comunque alla C regionale e riprese dalla Serie D regionale, allenata da Lillo Caroè, e chiuse quinta in Poule Promozione. Il CUS Messina fu ripescato in C2 nell'estate 2011, affidato all'ex allenatore di Patti Pippo Sidoti e rinforzato grazie agli investimenti della dirigenza. Partì come la candidata alla vittoria del girone, vinse la Coppa Sicilia e, senza avversari, la stagione regolare. Infine ai play-off perse solo la gara-2 di finale contro la Mura Canicattì e poi conquistò la vittoria in gara-3.
Nel 2012-2013 la squadra si presentò alla Divisione Nazionale C ancora rinforzata e concluse con la vittoria della stagione regolare e dei play-off, in finale contro Acireale. La promozione in Divisione Nazionale B arrivò però durante la crisi economica che impose alla società cussina di slegarsi dalla squadra e, infine, al ritiro dal campionato.

### Cronistoria

#### Maschile
| Cronistoria del Centro Universitario Sportivo Messina (maschile) |
| --- |
| - · fondazione del Gruppo Universitario Fascista (G.U.F.) di Messina. - 1935 · finalista del Girone B Sicilia di Seconda Divisione, ammesso in Prima Divisione. - 1935-1936 · finalista della XVI Zona di Prima Divisione. - 1936-1937 · 5ª in Prima Divisione Sicilia. - 1937-1938 · 2ª nella XVII Zona B di Prima Divisione, ammesso in Serie B. - 1938-1939 · 2ª nel Girone C di Serie B. - 1939-1940 · 3ª nel Girone D di Serie B. - 1940-1941 · 2ª nel VI Girone di Serie B. 1ª nel X Girone Gruppo A di Prima Divisione, vince il X Girone, 4ª nel Girone finale. - 1941-1942 · 2º nel Girone IV di Serie B. - · fondazione del Centro Universitario Sportivo (C.U.S.) di Messina. - 1957-1958 · si fonde con la Cestistica Messina e si iscrive come Cus Cestistica Messina. 1ª in Serie B, perde lo spareggio promozione. - 2009-2010 · 9ª nel Girone B di Serie C2. - 2010-2011 · 4ª in Poule Promozione A di Serie D. - 2011-2012 · 1ª in Serie C2, vince i play-off. - 2012-2013 · 1ª in DNC, vince i play-off. - 2014-2015 · 6ª nel Girone Messina di Promozione. - 2015-2016 · 6ª nel Girone Messina di Promozione. - 2016-2017 · 4ª nel Girone Bianco A di Promozione. - 2017-2018 · 4ª nel Girone Rosso di Promozione, semifinalista play-off. - 2018-2019 · 7ª nel Girone Nord-Est di Promozione. - 2021-2022 · 2ª nel Girone Messina 2 di Promozione. |

#### Femminile
| Cronistoria del Centro Universitario Sportivo Messina (femminile) |
| --- |
| - · fondazione del Gruppo Universitario Fascista (G.U.F.) di Messina. - 1935-1936 · partecipa alla Prima Divisione. - 1936-1937 · 2ª nella XVII Zona di Prima Divisione. - 1937-1938 · 1ª nella XVII Zona Messina A di Prima Divisione, vince il secondo turno, eliminato in semifinale nazionale. - 1938-1939 · 4ª nel girone finale di Prima Divisione. - 1940-1941 · nel Campionato Siciliano di Serie B. - · fondazione del Centro Universitario Sportivo (C.U.S.) di Messina. - 2014-2015 · 3ª in Serie C. - 2015-2016 · 3ª in Serie C, semifinalista play-off. - 2016-2017 · 1ª in Serie B, finalista regionale play-off, primo turno nazionale play-off. - 2017-2018 · 4ª in Serie B, finalista regionale play-off, semifinalista nazionale play-off. - 2018-2019 · 5ª in Serie B. - 2021-2022 · 6ª nel Girone B di Serie B/C, 2ª nella fase orologio. - 2022 · fondata la Società Sportiva Dilettantistica Unime s.r.l., che prende il posto del Cus Unime. - 2022-2023 · 8ª in Serie B. - 2023-2024 · 1ª in Serie C, promossa in Serie B. Vince la Coppa dello Stretto. |

## Hockey su prato
Nel 2011/12 ha militato nel campionato di serie B maschile di pallanuoto.
Cronistoria
- 1997 - Serie C1
- 2002-03 9ª in Serie B Girone D
- 2011-12 - Serie C